# Somewhere in the Night
Somewhere in the Night (br.: Uma aventura na noite) é um filme estadunidense de 1946 do gênero "Suspense" dirigido por Joseph L. Mankiewicz. Foi o terceiro filme que dirigiu e o primeiro para a 20th Century Fox.

## Elenco
- John Hodiak...George W. Taylor
- Nancy Guild...Christy Smith
- Lloyd Nolan...Investigador policial Donald Kendall
- Richard Conte...Mel Phillips
- Josephine Hutchinson...Elizabeth Conroy
- Fritz Kortner...Anzelmo/ Dr. Oráculo
- Sheldon Leonard...Sam
- Whit Bissell...John, o bartender
- Harry Morgan...atendente
- Lou Nova...Hubert
- Margo Woode...Phyllis

## Sinopse
Depois de três anos, o soldado George W. Taylor volta da Segunda Guerra Mundial após ficar bastante ferido por uma explosão de granada. Ele está com amnésia mas prefere esconder isso dos médicos. Examinando suas cartas e documentos pessoais ele tomou conhecimento de um amigo chamado Larry Cravat que depositara cinco mil dólares para ele em um banco. Ao tentar sacar o dinheiro, desconfia das atitudes dos atendentes e foge. Ao lhe darem a pista de uma boate em Los Angeles que seria frequentada por Larry, George começa a ser perseguido por bandidos. Aos poucos ele desvenda uma trama que envolve uma grande quantidade de dinheiro nazista enviada ilegalmente ao país e os vários assassinatos que foram cometidos por pessoas que queriam roubar esse dinheiro e descobre que tanto ele como Larry Cravat são suspeitos da autoria desses crimes.